# Arader
Un arader o aladrer és una persona que té com a ofici fer arades o aladres.
És una professió ja documentada a Lleida al segle xv.